# Apt-rpm
apt-rpm es una versión de APT modificada para trabajar con RPM Package Manager. Fue portado en un principio por Alfredo Kojima, y posteriormente desarrollado y mejorado por Gustavo Niemeyer, mientras trabajaba para la distribución Linux Conectiva.
En marzo de 2005 el mantenedor del programa, Gustavo Niemeyer, anunció que no continuaría desarrollándolo, sino que se centraría en Smart Package Manager el cual planeaba ser el sucesor de apt-rpm.
En marzo de 2006 el desarrollo fue continuado por Panu Matilainen desde Red Hat en un nuevo sitio web, introduciendo funcionalidades básicas de multilib y ofreciendo compatibilidad con metadatos comunes de repositorios.

## Distribuciones
Algunas distribuciones Linux que usan APT-RPM como Sistema de gestión de paquetes son:
- ALT Linux: APT-RPM es la forma principal oficial de actualizar paquetes de los repositorios de ALT Linux en las distribuciones de ALT Linux.[1] desde 2001.[2]
- PCLinuxOS: APT-RPM es el backend de la única forma oficial de actualizar paquetes en esta distribución.
- Vine Linux: APT-RPM ha sido la principal forma oficialmente compatible de actualizar paquetes en las distribuciones de Vine Linux desde 2001.